# Сераковиці-Леві
Сераковиці-Леві (пол. Sierakowice Lewe) — село в Польщі, у гміні Скерневиці Скерневицького повіту Лодзинського воєводства.
Населення — 621 особа (2011).
У 1975-1998 роках село належало до Скерневицького воєводства.

## Демографія
Демографічна структура станом на 31 березня 2011 року:
|          | Загалом | Допрацездатний вік | Працездатний вік | Постпрацездатний вік |
| -------- | ------- | ------------------ | ---------------- | -------------------- |
| Чоловіки | 312     | 58                 | 217              | 37                   |
| Жінки    | 309     | 64                 | 173              | 72                   |
| Разом    | 621     | 122                | 390              | 109                  |